# Philippe de Canson
Ne doit pas être confondu avec Canson.
Philippe Barou de La Lombardière de Canson, dit Philippe de Canson, né à Toulon (Var) le 8 juillet 1941, mort à Marseille (Bouches-du-Rhône) le 2 juin 1999, est un homme politique français.

## Biographie
Philippe de Canson est né le 8 juillet 1941 à Toulon dans une famille résidant à La Londe-les-Maures. Il est le fils de François Barou de La Lombardière de Canson et de Marie de Chabot.
Il est propriétaire d’un domaine et d’un camping.
Aux élections municipales de 1971, il est inscrit sur la liste victorieuse de son oncle, le comte François de Leusse, maire depuis 1947. Ce dernier décide de se retirer de la gestion de la commune et favorise l’élection de son neveu comme maire par le conseil municipal.
À 29 ans, Philippe de Canson devient maire de La Londe-les-Maures et est réélu trois fois pendant 24 ans. Par ailleurs, en octobre 1988, Philippe de Canson est élu conseiller général du Var. Il devient suppléant de la députée (FN, non-inscrite puis UDF) Yann Piat. Après l’assassinat de cette dernière, le 25 février 1994, il exerce la fonction de député du Var sous l’étiquette RPR.
Sa gestion de la commune de La Londe-les-Maures et de sa maison de retraite sont sujettes à polémique. En 1997, il est condamné par la cour d'appel d’Aix à un an de prison avec sursis pour « recel d’abus de biens sociaux et prise illégale d’intérêt »,.
Il meurt le 3 juin 1999.
Son fils, François de Canson, devient maire de La Londe-les-Maures lors des élections municipales françaises de 2008.